# Sozialgericht Regensburg
Das Sozialgericht Regensburg ist ein Gericht der bayerischen Sozialgerichtsbarkeit. Es besteht aus 17 Kammern.

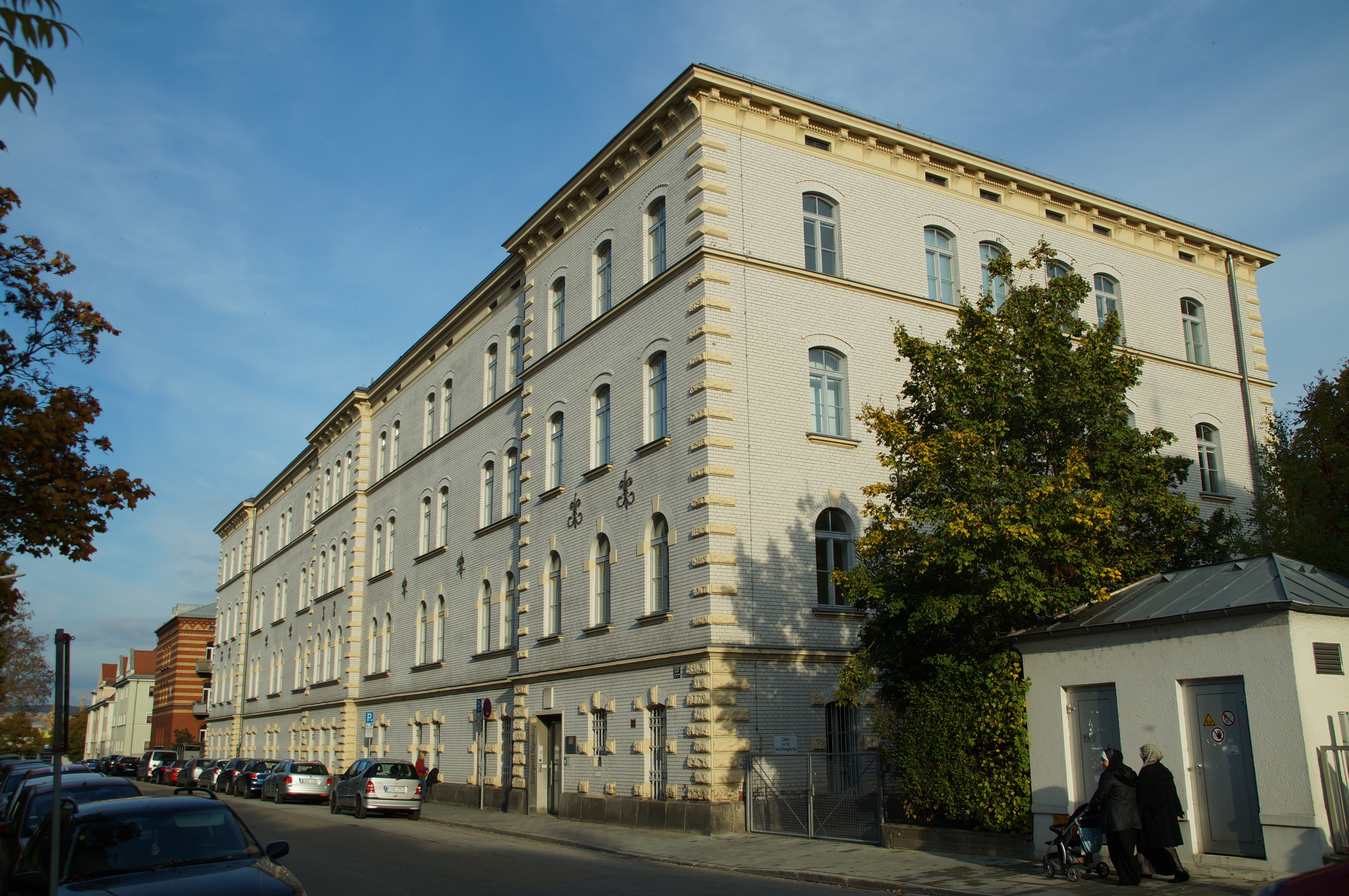
Sozialgericht Regensburg in der Safferlingstraße

## Gerichtssitz und -bezirk
Das Sozialgericht hat seinen Sitz in Regensburg. Das SG Regensburg ist zuständig für den Regierungsbezirk Oberpfalz mit den Landkreisen Landkreis Amberg-Sulzbach, Landkreis Cham, Landkreis Neustadt an der Waldnaab, Landkreis Neumarkt in der Oberpfalz, Landkreis Regensburg, Landkreis Schwandorf, Landkreis Tirschenreuth sowie den kreisfreien Städten Amberg, Regensburg und Weiden i.d.OPf.

## Zuständigkeit
Das Sozialgericht Regensburg ist erstinstanzlich für die Verfahren in seinem Bezirk zuständig.

## Gebäude
Sitz des Gerichts ist die Safferlingstraße 23.

## Leitung
Gerichtsleiterin ist Präsidentin Astrid Vincenc.